# San Francesco (Carlo Crivelli)
San Francesco è un dipinto a tempera e oro su tavola (180x65, ma in origine 180x54 cm) di Carlo Crivelli, databile al 1471 circa e conservato nel Museo reale delle belle arti del Belgio a Bruxelles. Si tratta di uno scomparto laterale dello smembrato Polittico di Montefiore dell'Aso.

## Storia
Il polittico, già nella chiesa di San Francesco a Montefiore dell'Aso, venne smembrato nell'Ottocento e, ad eccezione degli scomparti rimasti a Montefiore (il cosiddetto Trittico di Montefiore), passò per l'antiquario romano Vallati nel 1858, prendendo poi varie strade. La Madonna e il San Francesco nel 1862 furono venduti al museo di Bruxelles.
Il San Francesco venne allargato ai lati per renderlo di dimensioni uguali alla Madonna, venendo inserito in una cornice neogotica del tutto analoga, a formare un pendant.

## Descrizione e stile
San Francesco si trovava a destra di Maria, nella posizione che di solito spettava al titolare della chiesa. Egli è rappresentato in piedi, vestito del saio, mentre con le mani apre delicatamente uno squarcio nel tessuto all'altezza del petto per mostrare la ferita nel costato; nelle mani si vedono bene inoltre i segni delle altre stimmate. Lo sguardo è rivolto all'esterno, con la bocca dischiusa in una smorfia che appare quasi grottesca, accentuata dal pulsare delle vene sulle tempie e dalla rotazione del capo.
Accentuata è anche la gestualità della mani, come tipico delle opere di Crivelli, con ognuna delle dita in una studiata posizione, un po' artificiosamente teatrale, ma peculiarissima del suo stile.
Il panneggio lungo il saio corre dritto con pieghe a fil di piombo, generando forti effetti di chiaroscuro, mentre sulla manica si increspa, evitando qualsiasi schematismo.